# Municipio de Longview (Dakota del Norte)
El municipio de Longview (en inglés: Longview Township) es un municipio ubicado en el condado de Foster en el estado estadounidense de Dakota del Norte. En el año 2010 tenía una población de 47 habitantes y una densidad poblacional de 0,5 personas por km².

## Geografía
El municipio de Longview se encuentra ubicado en las coordenadas 47°21′56″N 99°12′28″O / 47.36556, -99.20778. Según la Oficina del Censo de los Estados Unidos, el municipio tiene una superficie total de 93.54 km², de la cual 91,59 km² corresponden a tierra firme y (2,08 %) 1,95 km² es agua.

## Demografía
Según el censo de 2010, había 47 personas residiendo en el municipio de Longview. La densidad de población era de 0,5 hab./km². De los 47 habitantes, el municipio de Longview estaba compuesto por el 100 % blancos. Del total de la población el 0 % eran hispanos o latinos de cualquier raza.